# Посуха (фільм, 2022)
«Посуха» («Siccità») — італійський кінофільм 2022 року, знятий режисером Паоло Вірдзі.

## Сюжет
Історія про групу людей із різних верств суспільства, чиї долі перетинаються в італійській столиці під час тривалої посухи. Кожен із персонажів історії шукає спокути на тлі стихійного лиха, що розгортається.

## У ролях
- Сільвіо Орландо — Орландо
- Валеріо Мастандреа — Лоріс
- Моніка Беллуччі — Валентіна
- Массіміліано Тортора — Якопуччі
- Клаудія Пандольфі — Сара
- Вінічо Маркіоні — Лука
- Елена Льєтті — Міла
- Томмазо Раньо — Альфредо
- Дієго Рібон — Дель Веккіо, професор
- Габріель Монтезі — Валеріо
- Ед Хендрік — П'єрлуїджі
- Ліліана Фіореллі — роль другого плану
- Стефано Скандалетті — роль другого плану
- Майкл Скермі — роль другого плану
- Андреа Ренці — роль другого плану
- Джованні Францоні — роль другого плану
- Паола Тіціана Кручані — роль другого плану
- Джанні Ді Ді Грегоріо — роль другого плану
- Емануела Фанеллі — роль другого плану
- Сара Серрайокко — роль другого плану
- Малік Кіссе — Сембене
- Емануеле Марія Ді Стефано — роль другого плану
- Емма Фазано — роль другого плану
- Сара Лаззаро — роль другого плану
- Лудовіко Суччо — роль другого плану
- Федеріко Д'Овідіо — Ліно
- Романа Маджора Верджано — роль другого плану

## Знімальна група
- Режисер — Паоло Вірдзі
- Сценаристи — Франческо Пікколо, Франческа Аркібуджі, Паоло Вірдзі, Паоло Джордано
- Оператор — Лука Біґацці
- Композитор — Франко П'єрсанті
- Художник — Дімітрі Капуані
- Продюсери — Лоренцо Гангаросса, Маріо Джіанані, Рокко Мессере, Лоренцо М'єлі, Олівія Слейтер
- Кастинг-директор — Елізабетта Боні